# Carpometacarpus
De carpometacarpus is een bot in de hand van vogels. Het is een gefuseerd bot dat oorspronkelijk bestond uit de carpale en metacarpale botten (resp. handwortelbeentjes en middenhandsbeenderen). Bij de meeste vogels is de carpometacarpus vrij klein en afgeplat, met een groot gat in het midden. Bij loopvogels kan de vorm enigszins anders zijn, of het kan zelfs helemaal ontbreken.
De carpometacarpus is bijna het uiteinde van het vleugelskelet van vogels, en de meeste grote slagpennen zitten eraan vast. Meer distaal wordt de alula gesteund door de duim, die niet is gefuseerd met de andere handbeenderen. De meest distale grote slagpennen zitten vast aan de vingerkootjes (phalanges).

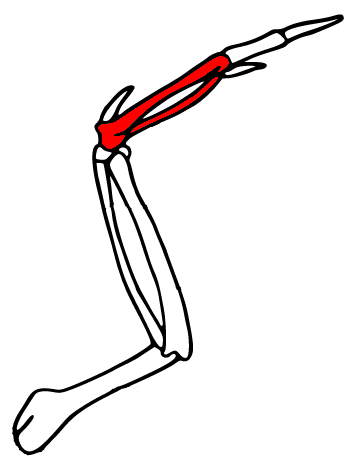
vogelarm met het carpometacarpus-bot in rood